# Moken (peuple)
Pour les articles homonymes, voir Moken.
Les Moken de Birmanie (îles Mergui) et de Thaïlande (îles Surin) sont un peuple nomade maritime d'Asie du Sud-Est. Il ne faut pas les confondre avec les Moklen du littoral et des îles voisines, dont le mode de vie est semi-sédentaire.
Les Moken ne sont pas tous reconnus comme citoyens thaïlandais. Ceci les exclut du système éducatif, et leur interdit de posséder des terres. Ils pratiquent l'animisme et leurs chamans possèdent une riche pharmacopée traditionnelle.
Avec les Orang Laut (le « gens de la mer ») d'Indonésie, les Urak Lawoi' et les Moklen de Thailande et les Bajau d'Indonésie, de Malaisie et des Philippines, les Moken font partie d'un ensemble plus vaste appelé « nomades de la mer » (Sea Gypsies dans la littérature de langue anglaise).

## Région de peuplement

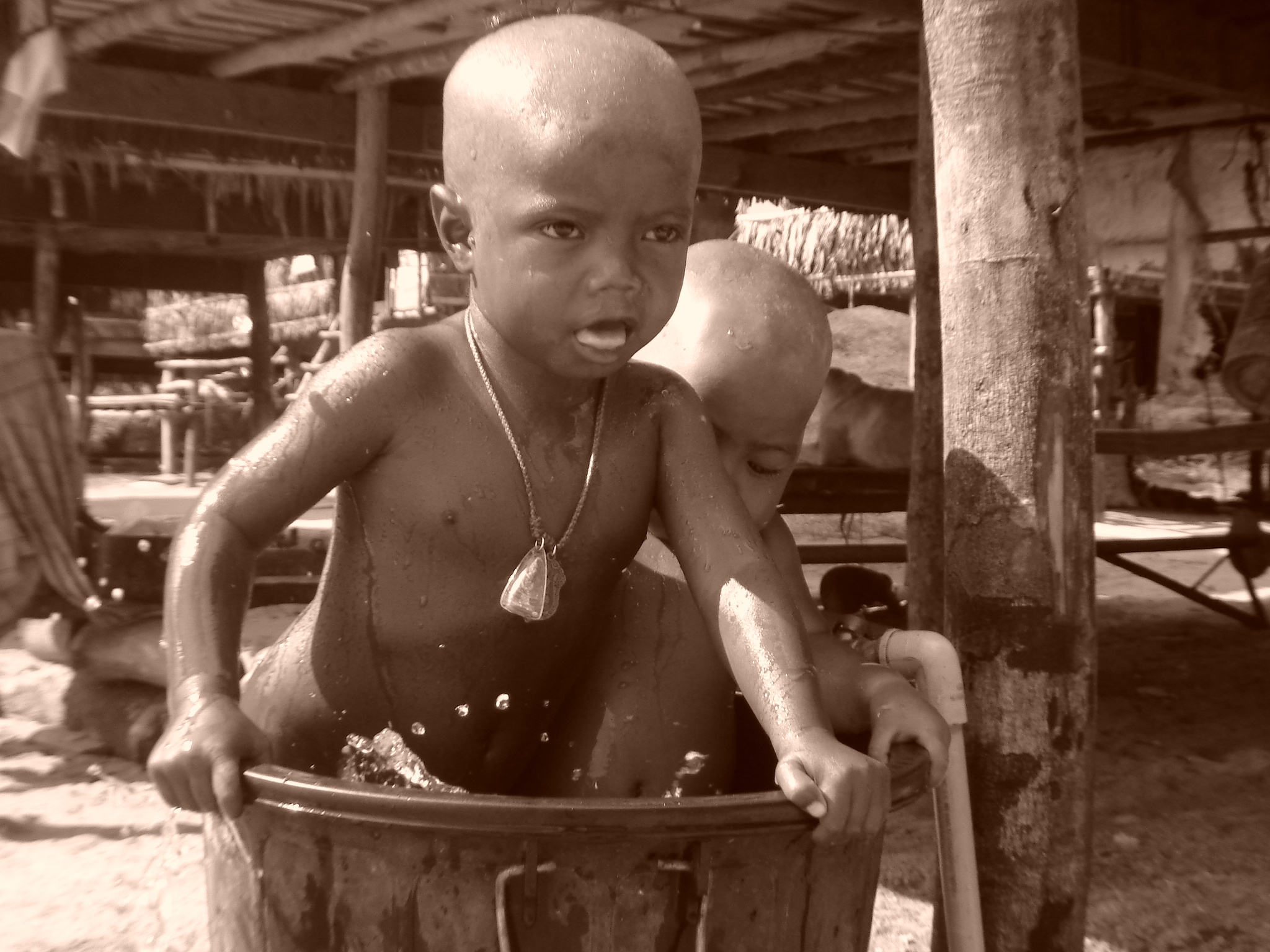
Enfants Moken en Thaïlande.

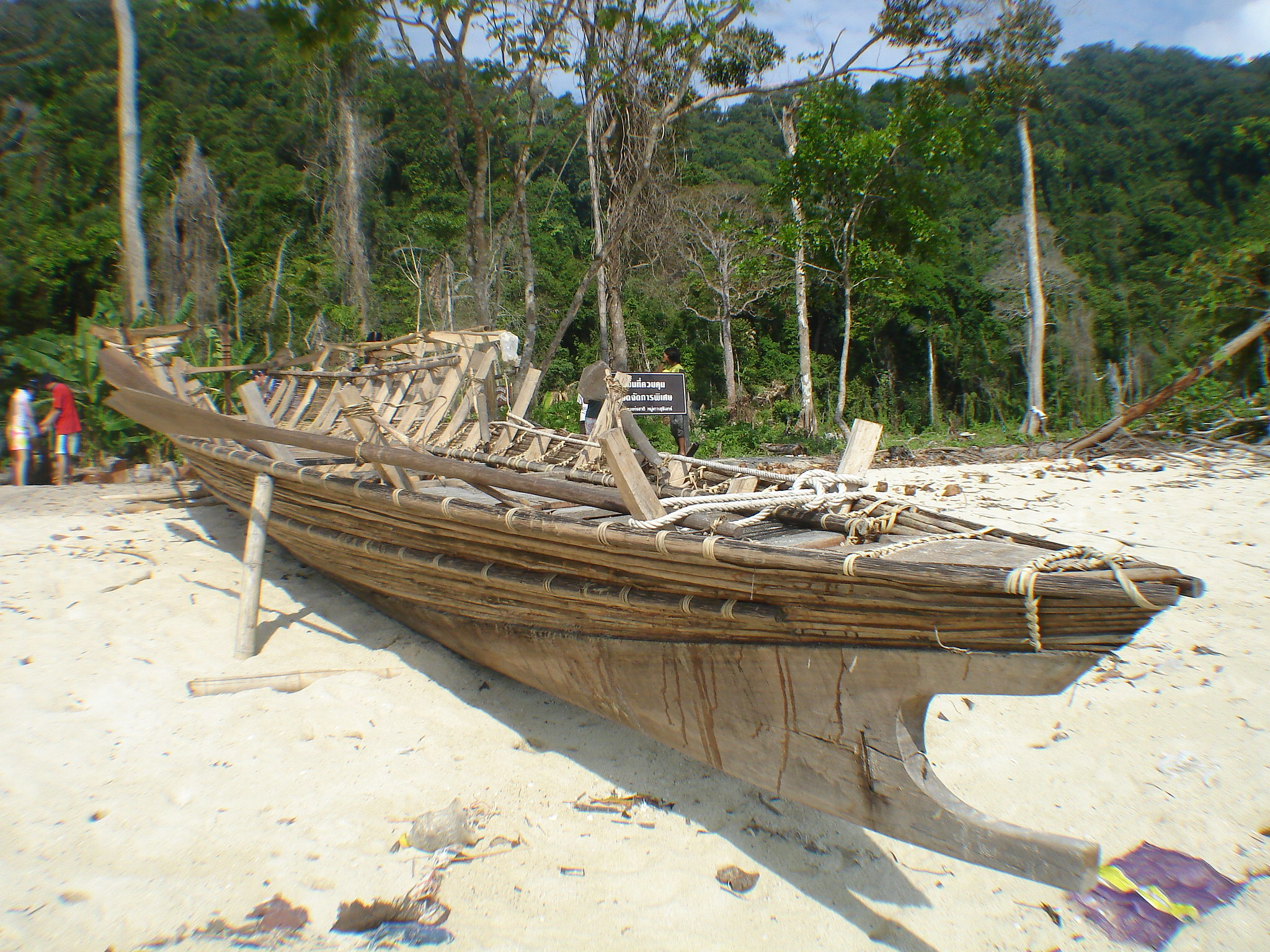
Kabang (barque-maison Moken) à Surin.

Les Mokens se désignent eux-mêmes par ce nom, dont l'origine est attribuée à des faits épiques conservés dans leur littérature orale. Les autres ethnonymes qui leur sont accordés en Thaïlande (Chao Ley - hommes de la mer, en Thaï - Thai Mai - nouveaux Thaïs) ne sont employés par eux qu'en certaines cinconstances, mais sont amplement utilisés par les Thaïs et étrangers pour toutes les populations austronésiennes qui vivent sur les côtes et les îles de la mer d'Andaman, sur la côte ouest de la Thaïlande, les provinces de Satun, Trang, Krabi, Phuket, Province de Phang Nga et Ranong, jusqu'aux îles Mergui en Birmanie.
En Thaïlande, les Moken se trouvent surtout sur les îles Surin, mais aussi dans la province de Ranong, à la frontière avec la Birmanie. Le mode de vie des Moken des deux pays est de plus en plus différent. En Thaïlande, ils sont enfermés dans des parcs nationaux, ce qui ne leur laisse aucune latitude pour pratiquer leurs activités traditionnelles, certaines d'entre elles étant fondamentales. En Birmanie, paradoxalement ils jouissent de plus de liberté.
Les Birmans les appellent Selung, Salone ou Chalome. En Thaïlande, ils sont appelés Chao Ley (« le peuple de la mer ») ou Chao Nam (« le peuple de l'eau »). Ces termes sont également utilisés pour désigner les Urak Lawoi'. Le mot en thaï est มอแกน, qui donne souvent lieu à la déformation « Morgan » utilisée surtout dans les textes publiés par les ONG.

## Langue
La langue moken forme, avec celle des Moklen, les langues moken-moklen, un groupe de la branche malayo-polynésienne occidentale des langues austronésiennes.

### Filmographie
- Les Mawkens de Thaïlande, d'Alain Bourrillon et Jean-Pierre Zirn, 1978.
- La Mer, d'Ebbo Demant, 2006 (diffusé sur Arte).
- Mokens, les fils de la tortue, de Pascal Sutra Fourcade, 2006.
- Peuples racines : Birmanie, l'archipel des Moken, d'Alexandre Bouchet, 2021.